# 戦嬢の交響曲
『戦嬢の交響曲』（せんじょうのシンフォニア）は、築地俊彦/著・赤賀博隆/イラストによる日本のライトノベル。ファミ通文庫（エンターブレイン）より2006年12月から2009年5月まで刊行された。

## あらすじ
養父母と折り合いが良くない高校生・敷波佑鹿はある日、養父母からとある高校への編入を勧められる。特に断る理由も無かった佑鹿は、それを承諾する。しかし、その高校・三瀧高校（みたきこうこう）は、人類を脅かす怪物・霊機（ラルワ）を退治する存在・戦嬢（せんじょう）を育成する機関であった。

## 登場人物

### 三瀧高校
敷浪佑鹿（しきなみ ゆうか）
章義舎第八班⇒章義舎副監督生（二人目）
男子では、数億人に一人といわれる『アニムス』を宿した高校生。転入初日に雪風と出会い、邪険にされながらも心を通わせていく。
香椎雪風（かしい ゆきかぜ）
章義舎第八班班長
佑鹿と同室の美少女。寡黙で人を寄せ付けない雰囲気を漂わせている。佑鹿が転入してきた当初は、佑鹿を邪魔者扱いしていたが、次第に表には出さないまでも佑鹿を必要な存在だと思い始める。
刀の名は緑千丈山颪（みどりせんじょうやまのおろし）、属性は風。
星村青葉（ほしむら あおば）
章義舎第六班⇒章義舎第八班
人懐っこい性格をした同級生。章義舎第八班のムードメーカー。戦嬢としての戦闘能力は平凡。
刀の名は水隠（みずがくれ）、属性は水。
葉島野分（はじま のわけ）
章義舎第八班⇒含耀舎第二班班長⇒章義舎第八班
かつては雪風と同じ章義舎第八班に所属していた美少女。とある出来事で雪風と決裂し、別の寮に転籍していた。2巻で榛名と同じ含耀舎第二班の班長として佑鹿たち第八班と対抗戦を行うが、その最中にラルワが襲撃してきたため、榛名以外の班員を全て失う。その後、沙由梨による佑鹿の特別班への引き抜きと引き換えで、榛名と共に章義舎第八班に戻ってくる。
刀の名は桜一尋（さくらひとひろ）。
古楯五十鈴（ふるだて いすず）
章義舎第一斑班長、監督生
佑鹿たちが所属する章義舎の監督生。責任感の強い性格をしている。佑鹿に接するうちに、次第に好意を抱くようになる。
刀の名は紅一文字（くれないいちもんじ）、属性は火。
天城沙由梨（あまぎ さゆり）
永嘉舎監督生⇒永嘉舎特別班班長
佑鹿の戦術を高く評価している。かつては佑鹿を特別班に引き抜いたこともある。
刀の名は真鬼（しんき）。
ヴァレリー・アリシューザ
章義舎第五班班長、副監督生（一人目）
イングランドからの留学生でモデルのようなスタイルをしている。章義舎で一番の長身。
刀（サーベル）の名はグローリー、属性は水。
メイベル・エクスマス・白神
戦嬢の刀を製作する刀鍛冶。三瀧高校の敷地内にある山の小屋に一人で住んでいる。
ティアナ・シュペー
三瀧高校の教師。元は戦嬢で、ドイツで「鋼のシュペー」と呼ばれる程の凄腕だった。
笠置すみ恵（かさぎ すみえ）
三瀧高校の校長。元内務大臣経験者で、かつて政界でラルワ対策に従事していた。

### ラルワ
香椎出雲（かしい いずも）
上級ラルワの一人で、雪風と榛名の兄。雪風にとっては両親を殺した憎むべき仇敵だったが、榛名には好かれていた。
香椎榛名（かしい はるな）
雪風の双子の妹。かつては姉の雪風を慕う三瀧高校の生徒だったが、雪風が出雲の喉をウィスで突き刺す現場を目撃し、一転して雪風を憎むようになってラルワ側へ寝返る。
フラワー
上級ラルワの一人。佑鹿が三瀧高校に転入する前から出雲と行動を共にしており、出雲に自分の死後にラルワの真相を榛名に話すよう頼まれていた。

## 用語
霊機（ラルワ）
人類を脅かす謎の不死生命体。重傷の、もしくは死亡した男性の肉体に取り付いて機械と融合する。通常兵器では傷つけることも出来ず、戦嬢の所持するアニムスを宿したウィスによってのみ倒すことが出来る。下級・中級・上級の3種に区分されている。
魂（アニムス）
思春期の少女だけが持つことが出来る精神エネルギー。早くて20歳、遅くても25歳で消失すると言われている。本来は思春期の女子しか持つことが出来ないが、ごく稀に10代の男子がアニムスを宿していることもある。
アニムスをどれだけ効率よくウィスに変換するかで、強さがちがってくる。
ウィス
アニムスを宿した武器。専門の刀鍛冶によって製作される。
戦嬢
ラルワを倒すことの出来る少女戦士。アニムスを持つ10代の少女しか戦嬢になれないため、世界各国では戦嬢の育成が急務となっている。
奇宿生（ボーダー）
奇宿舎に住む戦嬢たちのこと
奇宿舎
寮みたいなもので、含耀舎（がんようしゃ）永嘉舎（えいかしゃ）長楽舎（ちょうらくしゃ）章義舎（しょうぎしゃ）の四つが存在する。

## 既刊一覧
- 築地俊彦（著）・赤賀博隆（イラスト）、エンターブレイン〈ファミ通文庫〉、全7巻
  1. 2006年12月25日発売[1]、ISBN 978-4-7577-3086-1
  2. 2007年5月30日発売[2]、ISBN 978-4-7577-3559-0
  3. 2007年9月29日発売[3]、ISBN 978-4-7577-3683-2
  4. 2008年2月29日発売[4]、ISBN 978-4-7577-4012-9
  5. 2008年6月30日発売[5]、ISBN 978-4-7577-4285-7
  6. 2008年12月26日発売[6]、ISBN 978-4-7577-4585-8
  7. 2009年5月30日発売[7]、ISBN 978-4-7577-4830-9